# エルレンバッハ・バイ・マルクトハイデンフェルト
エルレンバッハ・バイ・マルクトハイデンフェルト (ドイツ語: Erlenbach bei Marktheidenfeld、公式表記は Erlenbach b.Marktheidenfeld) は、ドイツ連邦共和国バイエルン州ウンターフランケン行政管区のマイン＝シュペッサルト郡に属す町村。この町は連邦道 B8号線のヴュルツブルクとアシャッフェンブルクとの間に位置しており、「Weinort mit Herz」（心を込めたワインの郷）の別名を持つ。

## 地理

### 自治体の構成
自治体エルレンバッハは、2つのオルトタイル（行政上の地区区分）、4つのオルト（慣用的な地区）からなる。
- エルレンバッハ
  - バルテルスミューレ
  - ツィーゲルヒュッテ
- ティーフェンタール

### 隣接する市町村
この町は、カルバッハ、レムリンゲン（ヴュルツブルク郡）、ティーフェンシュタイン、マルクトハイデンフェルトと境を接している（郡名のない市町村はいずれもマイン＝シュペッサルト郡に属す）。

## 地名

### 語源
エルレンバッハという町の名前は、この町を流れるエルレンバッハ川に由来する。

### 古い表記
この町は、様々な古地図や史料に以下のような表記で記されている。
- 816年 Erlabah
- 1335年 Erlenbach
- 1347年 Erlbach am Hohberg
- 1384年 Erlbach
- 1655年 Erlenbach
- 1905年 Erlenbach b.Marktheidenfeld

## 歴史

### 19世紀
エルレンバッハは、フランケン帝国クライスに属すヴュルツブルク司教領の一部として、1803年に世俗化されてバイエルン領となった。その後プレスブルクの和約（1805年）でトスカーナ大公フェルディナントによって創設されたヴュルツブルク大公国に移されたが、1814年にバイエルン王国に返還された。バイエルンの行政改革に伴う1818年の自治体令により現在の自治体が形成された。

### 町村合併
1975年1月1日、それまで独立した町村であったティーフェンタールが合併した。

## 住民

### 人口推移
1988年から2018年までの間にエルレンバッハの人口は2,070人から2，360人に290人、約 14 % 増加した。
- 1961人: 1,708人[5]
- 1970人: 1,875人[5]
- 1987人: 2,074人
- 1991人: 2,147人
- 1995人: 2,236人
- 2000人: 2,347人
- 2005人: 2,388人
- 2010人: 2,426人
- 2015人: 2,364人

### 宗教
エルレンバッハではカトリックが多数を占める。町内に2つの司祭区がある。

## 行政
エルレンバッハはマルクトハイデンフェルト行政共同体に属している。

### 首長
エルレンバッハの町長はゲオルク・ノイバウアー (FWG-SPD) である。彼は、2008年の町長選挙で、当時現職であったパウル・ディーナー (CSU) に対して、得票率 60.38 % で勝利して、町長に選出された。2020年3月15日の選挙では 86.05 % の支持票を集め、さらに6年の任期を獲得した。

### 議会
エルレンバッハの町議会は、14議席からなる。

### 紋章
- 図柄: 赤地。中央に金の枝をつけた青いブドウの房が描かれた銀のハート。その裏に斜め十字に組み合わされた金の矢。両側に6つの突起がある銀の星が配置されている[9]。

## 文化と見所
- 森の体験路

### 年中行事
- ヴァインヴァンダーターク（直訳: ブドウのハイキング）。毎年5月キリスト昇天祭に開催される。
- ワインフェスト。毎年8月に開催される。
- 何日も行われるマイフォイアー（直訳: 5月の火）とマイ＝ヴァルトフェスト（直訳: 5月の森祭）
- Prunk- und Fremdenfaschingssitzung（直訳: 豪華で奇妙なカーニバルの集まり）および様々な団体によるカーニバルのイベント。
- リンゼンシュピッツァーの街道祭
- 音楽・歌唱協会の街道祭
- エルレンバッハ消防団のイベント。シュタルクビーアフェスト（直訳: 強いビールの祭）など。
- エルレンバッハ郷土・美化協会のムゼウムフェスト（直訳: 博物館祭）。8月初め、町役場の中庭で開催される。

その他多くのイベントがある。

### 博物館
町役場内に村の博物館がある。

### 建築
聖ブルクハルト教区教会は、1613年にユリウス・エヒターによって建設された。